# Ideopsis phaestis
Ideopsis phaestis är en fjärilsart som beskrevs av Felder 1865. Ideopsis phaestis ingår i släktet Ideopsis och familjen praktfjärilar. Inga underarter finns listade i Catalogue of Life.